# PokerStars Championship Saison 1
Résultats et tournois de la saison 1 du PokerStars Championship.

## Résultats et tournois

### Bahamas

#### Main Event
- Lieu : Atlantis Resort & Casino, Paradise Island,  Bahamas[1]
- Prix d'entrée : 5 000 $[1]
- Date : Du 8 au 14 janvier 2017[1]
- Nombre de joueurs :  738
- Prize Pool : 3 376 712 $
- Nombre de places payées :  143

| Place | Nom               | Prix      |
| ----- | ----------------- | --------- |
| 1er   | Christian Harder  | 429 664 $ |
| 2e    | Cliff Josephy     | 403 445 $ |
| 3e    | Michael Vela      | 259 980 $ |
| 4e    | Aleksei Opalikhin | 191 420 $ |
| 5e    | Michael Gentili   | 140 940 $ |
| 6e    | Rasmus Glæsel     | 103 780 $ |

#### High Roller
- Lieu : Atlantis Resort & Casino, Paradise Island,  Bahamas[2]
- Prix d'entrée : 25 750 $[2]
- Date : Du 12 au 14 janvier 2017[2]
- Nombre de joueurs :  151 (+38)
- Prize Pool : 3 975 000 $
- Nombre de places payées :  23

| Place | Nom                  | Prix      |
| ----- | -------------------- | --------- |
| 1er   | Luc Greenwood        | 779 268 $ |
| 2e    | Nick Petrangelo      | 740 032 $ |
| 3e    | Michael Rocco        | 409 020 $ |
| 4e    | Byron Kaverman       | 335 020 $ |
| 5e    | Daniel Negreanu      | 268 780 $ |
| 6e    | José Ignacio Barbero | 208 400 $ |
| 7e    | Stephen Chidwick     | 154 260 $ |
| 8e    | Mark Radoja          | 113 360 $ |
| 9e    | Bryn Kenney          | 90 380 $  |

#### Super High Roller
- Lieu : Atlantis Resort & Casino, Paradise Island,  Bahamas[3]
- Prix d'entrée : 100 000 $[3]
- Date : Du 6 au 8 janvier 2017[3]
- Nombre de joueurs :  41 (+13)
- Prize Pool : 5 239 080 $
- Nombre de places payées :  7

| Place | Nom            | Prix        |
| ----- | -------------- | ----------- |
| 1er   | Jason Koon     | 1 650 300 $ |
| 2e    | Charlie Carrel | 1 191 900 $ |
| 3e    | Daniel Colman  | 759 660 $   |
| 4e    | Daniel Dvoress | 576 300 $   |
| 5e    | Byron Kaverman | 445 320 $   |
| 6e    | Connor Drinan  | 340 540 $   |
| 7e    | Bryn Kenney    | 275 060 $   |

### Panama

#### Main Event
- Lieu : Sortis Hotel, Spa & Casino, Panama,  Panama[4],[5]
- Prix d'entrée : 5 300 $[4],[5]
- Date : Du 14 au 20 mars 2017[4],[5]
- Nombre de joueurs :  366
- Prize Pool : 1 775 100 $
- Nombre de places payées :  71

| Place | Nom                 | Prix      |
| ----- | ------------------- | --------- |
| 1er   | Kenneth Smaron      | 293 860 $ |
| 2e    | Harpreet Gill       | 217 860 $ |
| 3e    | Denis Timofeev      | 161 340 $ |
| 4e    | Jonathan Abdellatif | 119 480 $ |
| 5e    | Robin Wozniczek     | 88 480 $  |
| 6e    | Anthony Diotte      | 65 520 $  |

#### High Roller
- Lieu : Sortis Hotel, Spa & Casino, Panama,  Panama[4],[6]
- Prix d'entrée : 10 300 $[4],[6]
- Date : Du 18 au 20 mars 2017[4],[6]
- Nombre de joueurs :  84 (+ 26)
- Prize Pool : 1 067 000 $
- Nombre de places payées :  15

| Place | Nom              | Prix      |
| ----- | ---------------- | --------- |
| 1er   | Steve O'Dwyer    | 240 451 $ |
| 2e    | Sam Greenwood    | 223 149 $ |
| 3e    | François Billard | 123 780 $ |
| 4e    | Chris Hunichen   | 100 300 $ |
| 5e    | Felipe Ramos     | 80 560 $  |
| 6e    | Anthony Zinno    | 62 690 $  |
| 7e    | Damian Salas     | 49 620 $  |
| 8e    | Samuel Chartier  | 37 880 $  |

#### Super High Roller
- Lieu : Sortis Hotel, Spa & Casino, Panama,  Panama[4],[7]
- Prix d'entrée : 50 000 $[4],[7]
- Date : Du 11 au 14 mars 2017[4],[7]
- Nombre de joueurs :  27 (+ 6)
- Prize Pool : 1 584 495 $
- Nombre de places payées :  6

| Place | Nom               | Prix      |
| ----- | ----------------- | --------- |
| 1er   | Ben Tollerene     | 538 715 $ |
| 2e    | Daniel Dvoress    | 372 360 $ |
| 3e    | Justin Bonomo     | 237 680 $ |
| 4e    | Steve O'Dwyer     | 182 220 $ |
| 5e    | Orpen Kisacikoglu | 142 600 $ |
| 6e    | Timothy Adams     | 110 920 $ |

### Macao

#### Main Event
- Lieu :City of Dreams, Macao,  Macao[8],[9]
- Prix d'entrée : 42 400 HKD[8],[9]
- Date : Du 3 au 9 avril 2017[8],[9]
- Nombre de joueurs :  536
- Prize Pool : 20 796 800 HKD
- Nombre de places payées :  103

| Place | Nom            | Prix          |
| ----- | -------------- | ------------- |
| 1er   | Elliot Smith   | 2 877 500 HKD |
| 2e    | Tianyuan Tang  | 2 577 500 HKD |
| 3e    | Daniel Laidlaw | 1 724 000 HKD |
| 4e    | Avraham Oziel  | 1 280 000 HKD |
| 5e    | Aymon Hata     | 950 000 HKD   |
| 6e    | Pete Chen      | 705 000 HKD   |
| 7e    | Yan Li         | 521 000 HKD   |
| 8e    | Tan Xuan       | 386 000 HKD   |

#### High Roller
- Lieu : City of Dreams, Macao,  Macao[8],[10]
- Prix d'entrée : 103 000 HKD[8],[10]
- Date : Du 7 au 9 avril 2017[8],[10]
- Nombre de joueurs :  138 (+ 42)
- Prize Pool : 103 000 HKD
- Nombre de places payées :  27

| Place | Nom              | Prix          |
| ----- | ---------------- | ------------- |
| 1er   | Sosia Jiang      | 3 870 000 HKD |
| 2e    | Raghav Bansal    | 2 610 000 HKD |
| 3e    | Troy Quenneville | 1 800 000 HKD |
| 4e    | Nick Petrangelo  | 1 465 000 HKD |
| 5e    | Ben Lai          | 1 170 000 HKD |
| 6e    | Dan Smith        | 895 000 HKD   |
| 7e    | Sergey Lebedev   | 652 000 HKD   |
| 8e    | Xixiang Luo      | 470 000 HKD   |

#### Super High Roller
- Lieu : City of Dreams, Macao,  Macao[8],[11]
- Prix d'entrée : 400 000 HKD[8],[11]
- Date : Du 1er au 3 avril 2017[8],[11]
- Nombre de joueurs :  64 (+ 24)
- Prize Pool : 33 802 560 HKD
- Nombre de places payées :  13

| Place | Nom           | Prix          |
| ----- | ------------- | ------------- |
| 1er   | Steve O'Dwyer | 8 460 830 HKD |
| 2e    | Fedor Holz    | 6 749 170 HKD |
| 3e    | Manig Loeser  | 4 124 000 HKD |
| 4e    | Kahle Burns   | 3 228 000 HKD |
| 5e    | Zuo Wang      | 2 603 000 HKD |
| 6e    | Qiang Lin     | 2 028 000 HKD |
| 7e    | James Chen    | 1 605 000 HKD |
| 8e    | Zhao Hongjun  | 1 215 000 HKD |

### Monte-Carlo

#### Main Event
- Lieu : Monte Carlo Bay Hotel & Resort, Monte-Carlo,  Monaco[12],[13]
- Prix d'entrée : 5 300 €[12],[13]
- Date : Du 29 avril au 5 mai 2017[12],[13]
- Nombre de joueurs :  727
- Prize Pool : 3 525 950 €
- Nombre de places payées :  143

| Place | Nom                  | Prix      |
| ----- | -------------------- | --------- |
| 1er   | Raffaelle Sorrentino | 466 714 € |
| 2e    | Andreas Klatt        | 402 786 € |
| 3e    | Andrey Bondar        | 271 500 € |
| 4e    | Maxim Panyak         | 199 900 € |
| 5e    | Michael Kolkowicz    | 147 120 € |
| 6e    | Diego Zeiter         | 108 300 € |

#### High Roller
- Lieu : Monte Carlo Bay Hotel & Resort, Monte-Carlo,  Monaco[12],[14]
- Prix d'entrée : 25 750 €[12],[14]
- Date : Du 3 au 5 mai 2017[12],[14]
- Nombre de joueurs :  139 (+ 48)
- Prize Pool : 4 581 500 €
- Nombre de places payées :  27

| Place | Nom                   | Prix        |
| ----- | --------------------- | ----------- |
| 1er   | Julian Stuer          | 1 015 000 € |
| 2e    | John Juanda           | 683 900 €   |
| 3e    | Thomas Muehloecker    | 471 400 €   |
| 4e    | Dario Sammartino      | 384 340 €   |
| 5e    | Javier Gómez Zapatero | 306 500 €   |
| 6e    | Charlie Carrel        | 235 400 €   |
| 7e    | Ekrem Sanioglu        | 171 300 €   |
| 8e    | Julian Thomas         | 124 150 €   |

#### Super High Roller
- Lieu : Monte Carlo Bay Hotel & Resort, Monte-Carlo,  Monaco[12],[15]
- Prix d'entrée : 100 000 €[12],[15]
- Date : Du 27 au 29 avril 2017[12],[15]
- Nombre de joueurs :  47 (+ 14)
- Prize Pool : 5 948 415 €
- Nombre de places payées :  8

| Place | Nom                 | Prix        |
| ----- | ------------------- | ----------- |
| 1er   | Bryn Kenney         | 1 784 500 € |
| 2e    | Viacheslav Buldygin | 1 290 800 € |
| 3e    | Daniel Dvoress      | 832 800 €   |
| 4e    | David Peters        | 630 600 €   |
| 5e    | Ole Schemion        | 487 715 €   |
| 6e    | Steffen Sontheimer  | 380 700 €   |
| 7e    | Martin Kabrhel      | 303 350 €   |
| 8e    | Sam Greenwood       | 237 950 €   |

### Sotchi

#### Main Event
- Lieu : Sochi Casino and Resort, Sotchi,  Russie[16],[17]
- Prix d'entrée : 318 000 RUB[16],[17]
- Date : Du 25 au 31 mai 2017[16],[17]
- Nombre de joueurs :  387
- Prize Pool : 150 000 000 RUB
- Nombre de places payées :  55

| Place | Nom                   | Prix           |
| ----- | --------------------- | -------------- |
| 1er   | Pavel Shirshikov      | 29 100 000 RUB |
| 2e    | Vladimir Troyanovskiy | 18 450 000 RUB |
| 3e    | Seyed Ghavam          | 13 335 000 RUB |
| 4e    | Dmitry Vitkind        | 10 785 000 RUB |
| 5e    | Lavrentiy Ni          | 8 535 000 RUB  |
| 6e    | Timur Bubnov          | 6 570 000 RUB  |

#### High Roller
- Lieu : Sochi Casino and Resort, Sotchi,  Russie[16],[18]
- Prix d'entrée : 618 000 RUB[16],[18]
- Date : Du 29 au 31 mai 2017[16],[18]
- Nombre de joueurs :  7
- Prize Pool : 4 074 000 RUB
- Nombre de places payées :  2

| Place | Nom              | Prix          |
| ----- | ---------------- | ------------- |
| 1er   | Maksim Pisarenko | 2 648 100 RUB |
| 2e    | Roman Korenev    | 1 425 900 RUB |

#### Super High Roller
- Lieu : Sochi Casino and Resort, Sotchi,  Russie[16]
- Prix d'entrée : 3 000 000 RUB[16]
- Date : Du 23 au 25 mai 2017[16]

Non disputé.

### Barcelone

#### Main Event
- Lieu : Casino Barcelona, Barcelone,  Espagne[19],[20]
- Prix d'entrée : 5 300 €[19],[20]
- Date : Du 21 au 27 août 2017[19],[20]
- Nombre de joueurs :  1 682
- Prize Pool : 8 157 700 €
- Nombre de places payées :  247

| Place | Nom                    | Prix      |
| ----- | ---------------------- | --------- |
| 1er   | Sebastian Sorensson    | 987 043 € |
| 2e    | Lachezar Petkov        | 917 347 € |
| 3e    | Raffaele Sorrentino    | 850 110 € |
| 4e    | Brian Kaufman Esposito | 402 000 € |
| 5e    | André Akkari           | 317 960 € |
| 6e    | Usman Siddique         | 252 000 € |
| 7e    | Aeragan Arunan         | 193 000 € |
| 8e    | Albert Daher           | 136 000 € |

#### High Roller
- Lieu : Casino Barcelona, Barcelone,  Espagne[19],[21]
- Prix d'entrée : 10 300 €[19],[21]
- Date : Du 25 au 27 août 2017[19],[21]
- Nombre de joueurs :  557
- Prize Pool : 5 366 720 €
- Nombre de places payées :  79

| Place | Nom                   | Prix      |
| ----- | --------------------- | --------- |
| 1er   | Ronny Kaiser          | 735 000 € |
| 2e    | Markus Dürnegger      | 729 299 € |
| 3e    | Benjamin Pollak       | 688 701 € |
| 4e    | Franz Ditz            | 363 100 € |
| 5e    | Georgios Sotiropoulos | 284 700 € |
| 6e    | Jakub Michalak        | 233 700 € |
| 7e    | Emil Patel            | 166 960 € |
| 8e    | Luís Rodríguez Cruz   | 115 600 € |

#### Super High Roller
- Lieu : Casino Barcelona, Barcelone,  Espagne[19],[22]
- Prix d'entrée : 50 000 €[19],[22]
- Date : Du 19 au 21 août 2017[19],[22]
- Nombre de joueurs :  67 (+19)
- Prize Pool : 4 129 290 €
- Nombre de places payées :  11

| Place | Nom               | Prix        |
| ----- | ----------------- | ----------- |
| 1er   | Igor Kurganov     | 1 078 106 € |
| 2e    | Bartlomiej Machon | 864 694 €   |
| 3e    | Koray Aldemir     | 528 500 €   |
| 4e    | Dietrich Fast     | 406 790 €   |
| 5e    | Ivan Luca         | 322 100 €   |
| 6e    | Christopher Kruk  | 251 900 €   |
| 7e    | Bryn Kenney       | 198 200 €   |
| 8e    | Stanley Choi      | 154 900 €   |
| 9e    | Daniel Negreanu   | 117 700 €   |

### Prague

#### Main Event
- Lieu : Casino Atrium Prague, Prague,  République tchèque[23],[24]
- Prix d'entrée : 5 300 €[23],[24]
- Date : Du 12 au 18 décembre 2017[23],[24]
- Nombre de joueurs :  855
- Prize Pool : 4 146 750 €
- Nombre de places payées :  127

| Place | Nom             | Prix      |
| ----- | --------------- | --------- |
| 1er   | Kalidou Sow     | 675 000 € |
| 2e    | Jason Wheeler   | 570 000 € |
| 3e    | Michal Mrakeš   | 332 000 € |
| 4e    | Gabriele Lepore | 249 000 € |
| 5e    | Harry Lodge     | 196 000 € |
| 6e    | Colin Robinson  | 147 000 € |

#### High Roller
- Lieu : Casino Atrium Prague, Prague,  République tchèque[23],[25]
- Prix d'entrée : 10 000 €[23],[25]
- Date : Du 16 au 18 décembre 2017[23],[25]
- Nombre de joueurs :  195 (+ 61)
- Prize Pool : 2 483 200 €
- Nombre de places payées :  39

| Place | Nom               | Prix      |
| ----- | ----------------- | --------- |
| 1er   | Danny Tang        | 381 000 € |
| 2e    | Sergio Aido       | 449 000 € |
| 3e    | Hossein Ensan     | 242 000 € |
| 4e    | Ben Heath         | 196 000 € |
| 5e    | Orpen Kisacikoglu | 152 900 € |
| 6e    | Liwei Sun         | 116 000 € |
| 7e    | Roman Emelyanov   | 85 000 €  |
| 8e    | Preben Stokkan    | 63 000 €  |

#### Super High Roller
- Lieu : Casino Atrium Prague, Prague,  République tchèque[23],[26]
- Prix d'entrée : 50 000 €[23],[26]
- Date : Du 10 au 12 décembre 2017[23],[26]
- Nombre de joueurs :  27 (+ 7)
- Prize Pool : 1 632 510 €
- Nombre de places payées :  6

| Place | Nom                 | Prix      |
| ----- | ------------------- | --------- |
| 1er   | Timothy Adams       | 555 000 € |
| 2e    | Nikita Bodyakovskiy | 383 600 € |
| 3e    | Adrián Mateos       | 244 900 € |
| 4e    | Orpen Kisacikoglu   | 187 710 € |
| 5e    | Sam Greenwood       | 147 000 € |
| 6e    | Koray Aldemir       | 114 300 € |